# عبد العزيز الوجيه
عبد العزيز فياض محمد الوجيه (أبو محمود؛ سبتمبر 1927 – 6 مايو 1976) سياسي وقائد عسكري فلسطيني، كان له دور رئيسي في تأسيس جيش التحرير الفلسطيني، وكان قائدًا لقوات التحرير الشعبية الفلسطينية، وعضوًا في كل من اللجنة التنفيذية لمنظمة التحرير الفلسطينية، والمجلس المركزي الفلسطيني، والمجلس الوطني الفلسطيني.

## نشأته وتحصيله العلمي
ولد عبد العزيز فياض محمد الوجيه في قرية إكسال في قضاء الناصرة في سبتمبر 1927. تلقى تعليمه الابتدائي والإعدادي والثانوي في مدرسة راهبات الوردية في مدينة الناصرة، ثم التحق عام 1946 بجامعة خضوري في مدينة طولكرم حيث حصل منها على شهادة الدبلوم في العلوم الزراعية.

## حياته السياسية والعسكرية
انتقل عبد العزيز الوجيه عام 1948 إلى دمشق وشارك من هناك في حرب عام 1948، وكان ضمن وحدات الجيش السوري. في عام 1967 تولى قيادة كتيبة عسكرية من أصل ثلاثة ضمن لواء حطين، وفي عام 1968 كلف أحمد الشقيري عبد العزيز الوجيه برئاسة أركان قوات التحرير الشعبية الفلسطينية ضمن جيش التحرير الفلسطيني واستمر بذلك حتى عام 1970.
في سبعينات القرن العشرين اختير عبد العزيز الوجيه عضوًا في المجلس الوطني الفلسطيني، ثم انتخب عضوًا في اللجنة التنفيذية لمنظمة التحرير الفلسطينية، واختير في يونيو 1974 رئيسًا لدائرة التنظيميات الشعبية في منظمة التحرير الفلسطينية. كان عبد العزيز الوجيه قد مثل منظمة التحرير الفلسطينية في عدة مؤتمرات ومؤسسات دولية، كما اختير سكرتيرًا لرئيس مجلس السلام العالمي روميش شاندرا.

## أوسمة
في السبعينات من القرن العشرين منح الاتحاد السوفيتي عبد العزيز الوجيه وسام لينين.

## وفاته
توفي عبد العزيز الوجيه إثر نوبة قلبية فجر يوم 6 مايو 1976 خلال عودته من بيروت إلى دمشق.

### تكريمه بعد وفاته
في 2 ديسمبر 2014، وسط حفل رسمي، جرى افتتاح وتسمية شارع في مدينة البيرة بمحافظة رام الله باسم عبد العزيز الوجيه، وذلك تكريمًا له.